# Henry McCullough
Henry Campbell Liken McCullough (n. 21 iulie 1943, Portstewart, Irlanda de Nord, Regatul Unit) este un chitarist, vocalist și textier care a cântat la chitară în trupe ca Spooky Tooth, formația lui Paul McCartney - Wings și The Grease Band. În 2008 a înregistrat Poor Man's Moon care conține singleul "Too Late to Worry".